# Альпзе
А́льпзе (Альпзее; нем. Alpsee, Albsee от alba + see) — озеро в Баварии на крайнем юге Германии. Относится к бассейну реки Лех. Располагается около замков Хоэншвангау и Нойшванштайн в живописной горно-лесистой местности на территории общины Швангау, входящей в состав района Восточный Алльгой, в административном округе Швабия.
Площадь Альпзе составляет почти 1 км². Урез воды в озере находится на высоте 814 м над уровнем моря. Максимальная глубина — 62 метров, достигается в центральной части западной половины акватории. Протяжённость береговой линии чуть менее 5 км.
В озеро впадает четыре ручья, один из которых — пересыхающий.
На севере Альпзе соседствует с меньшим озером Шванзе, через которое сообщается с Лехом.
С 1956 года озеро является частью особо охраняемой природной территории «Alpsee, Schwansee und Faulenbacher Tal».